# تیاگو کونستانسیا
تیاگو کونستانسیا (به پرتغالی: Thiago Alberto Constância) مهاجم اهل برزیل است که در شهر سائوپائولو و در تاریخ ۲۱ دسامبر ۱۹۸۴ به دنیا آمده‌است.
تیاگو کونستانسیا در تیم‌های فوتبال Paraná سابقهٔ حضور دارد.